# اسماعیل فریور
اسماعیل فریور (۳۱ تیر ۱۳۰۶ – ۷ مهر ۱۳۹۰) سیاستمدار پان ایرانیست ایرانی بود که از سال ۱۳۴۶ تا ۱۳۴۹ در دوره بیست و دوم مجلس شورای ملی از حوزه انتخابیه ارومیه در پارلمان حضور داشت.